# Sonar

Principe van actieve sonar

Sonar (sound navigation and ranging) is een techniek die gebruikmaakt van geluid om onder water te navigeren of om andere voorwerpen te detecteren. Er wordt een onderscheid gemaakt tussen actieve en passieve sonar. Het is een van de meest voorkomende vormen van afstandsmeting gebruikt in mobiele robotica.

## Actieve sonar
Bij actieve sonar zendt het sonarapparaat een geluidspuls uit, die men ook ping noemt, om nadien naar de weerkaatsing ervan te luisteren. De afstand tot een object wordt bepaald uit de tijd die verstrijkt tussen de emissie en de ontvangst van de puls. Om de grootte van het gedetecteerde voorwerp te bepalen gebruikt men meerdere hydrofoons en meet men de respectieve ontvangsttijden.
ASDIC was de eerste actieve sonartechnologie, met een prototype in 1917. Het systeem werd in productie genomen in 1922.
De puls kan een constante of een wisselende frequentie hebben, wat een typisch piepend, snerpend geluid veroorzaakt (chirp). Als het sonarapparaat een chirp verstuurt kan de ontvanger dezelfde informatie vergaren als bij het versturen van een veel kortere puls van dezelfde kracht. In het algemeen gebruikt actieve sonarapparatuur voor lange afstand lagere frequenties. De laagste creëren een BAH-WONG-geluid.
De meest gebruikte kleine sonarapparaten zien eruit als een waterdichte zaklamp. Men houdt ze onder water, drukt op een knop en leest de gemeten afstand af. Een variant is de viszoeker die de mogelijkheid biedt scholen vis op te sporen.
Sommige sonarapparaten bieden dezelfde mogelijkheden als de sonarapparaten ontwikkeld voor militaire doeleinden, en kunnen driedimensionale beelden tonen. Ze zijn niet ontworpen voor onopgemerkt gebruik; het gebruik van actieve sonar levert niet alleen de positie van de tegenpartij, maar stelt deze tegenpartij tegelijk in staat de positie te bepalen vanwaar het sonarsignaal kwam.
Het bepalen van de diepte van een water met een sonarapparaat heet echopeiling.

### Sonar en verwarring bij zeedieren
Sommige zeedieren zoals dolfijnen gebruiken echosystemen, vergelijkbaar met actieve sonar, zowel om hun jagers als om hun prooien op te sporen. Men vreest dat sonar deze dieren in verwarring brengt, waardoor ze zich onvoldoende kunnen oriënteren in die mate dat ze hun voedsel of hun partners niet meer vinden.
Krachtige sonarapparatuur kan zeebewoners verwonden. In 2000 deed de US Navy een test op de Bahama's waarbij ze een krachtige zender een geluidpuls met een frequentiebereik tussen 3000 en 7000 hertz lieten versturen. Het resultaat hiervan was dat 16 walvissen strandden waarvan er 8 dood waren. De US Navy bekende schuld in een artikel dat op 1 januari 2002 gepubliceerd werd in de krant The Boston Globe. Bij aangespoelde dieren zijn in enkele gevallen bloeduitstortingen in het binnenoor vastgesteld.
Minder krachtige sonarapparaten kunnen zeedieren daarentegen beschermen omdat ze voorkomen dat deze in aanvaring komen met schepen.

## Passieve sonar
Passieve sonarapparaten luisteren alleen maar. Toepassingen zijn bijvoorbeeld het opsporen van onderzeeboten, het tellen van zeedieren en het meten van regenval.
Sonar wordt beïnvloed door waterlagen met verschillende temperaturen. De zeewatertemperatuur varieert als functie van de diepte en ergens tussen een diepte van 30 en 100 m bevindt zich een betrekkelijk scherpe scheiding tussen warm en koud water, de zogeheten thermocline. Geluid heeft de neiging tegen de thermocline terug gekaatst te worden, behalve als het erg luid is. Thermocline is niet aanwezig in minder diepe kustwateren.
De hydrofoons worden meestal op afstand voortgesleept om geluidshinder te vermijden. Op die manier wordt het ook mogelijk de hydrofoons boven of onder de thermocline te positioneren.
- Biblioteca Nacional de España: XX534627
- Bibliothèque nationale de France: cb119800800 (data)
- Gemeinsame Normdatei: 4181785-0
- Library of Congress Control Number: sh85124813
- National Archives and Records Administration: 10665852
- Bibliotheek van het Japanse parlement: 00571412
- Nationale Bibliotheek van Tsjechië: ph989695
- Nationale Bibliotheek van Israël: 987007556079305171